# Hestrie Cloete
Hestrie Cloete-Storbeck (Germiston, 26 augustus 1978) is een voormalige Zuid-Afrikaanse hoogspringster. Op de Olympische Spelen van 2000 en 2004 won ze een zilveren medaille. Ze werd tweemaal wereldkampioene hoogspringen. Opmerkelijk is dat ze er een paar, voor sporters ongewone, gewoontes op nahoudt. Ze rookt een pakje sigaretten per dag en houdt erg van fastfood.

## Loopbaan
Haar eerste succes behaalde Cloete in 1995 door een gouden medaille te winnen op de Afrikaanse Spelen. In 1997 won ze het Afrikaanse juniorenkampioenschap met een sprong van 1,90 m en versloeg hiermee met 20 centimeter de Nigeriaanse atletes Glory Nwosu en Bunmi Titcomb. In 1998 en 2002 won ze een gouden medaille op de Gemenebestspelen.
In 2001 won Cloete met een sprong van 2,00 goud op de wereldkampioenschappen in Edmonton. De Oekraïense Inha Babakova sprong dezelfde hoogte, maar had hier meer pogingen voor nodig. Twee jaar later op de wereldkampioenschappen in Parijs won ze haar tweede wereldtitel, ditmaal met een persoonlijk record van 2,06. In dat jaar werd ze ook verkozen tot IAAF atlete van het jaar, samen met de Marokkaanse middellangeafstandsloper Hicham El Guerrouj.
Op de Olympische Spelen van Athene in 2004 was haar 2,02 genoeg voor een zilveren medaille. Het goud ging naar de Russische Jelena Slesarenko, die 2,06 sprong en het brons naar de Oekraïense Vita Stopina.
Na deze Spelen nam Cloete op 18 september 2004 nog deel aan de wereldatletiekfinale in Monaco, waar ze een vijfde plaats behaalde met 1,95. Sindsdien is ze niet meer actief.

## Titels
- Wereldkampioene hoogspringen - 2001, 2003
- Afrikaanse Spelen kampioene hoogspringen - 1995, 1999
- Afrikaans kampioene hoogspringen - 1998, 2002, 2004
- Gemenebestkampioene hoogspringen - 1998, 2002
- Afrikaans juniorenkampioene hoogspringen - 1997
- Zuid-Afrikaans kampioene hoogspringen - 1996, 1997, 1998, 1999, 2000, 2001, 2002, 2003, 2004

## Persoonlijk record
| Onderdeel    | Prestatie   | Datum            | Plaats |
| ------------ | ----------- | ---------------- | ------ |
| hoogspringen | 2,06 m (AR) | 31 augustus 2003 | Parijs |

## Palmares

### hoogspringen
Kampioenschappen
- 1995:  Afrikaanse Spelen - 1,85 m
- 1996:  Zuid-Afrikaanse kamp. - 1,92 m
- 1996: 6e WK U20 - 1,85 m
- 1997:  Afrikaanse kamp. (zuid regionen) - 1,90 m
- 1997:  Afrikaanse juniorenkamp. - 1,90 m
- 1997:  Zuid-Afrikaanse kamp. - 1,88 m
- 1997: 10e WK - 1,90 m
- 1998:  Zuid-Afrikaanse kamp. - 1,93 m
- 1998:  Afrikaanse kamp. - 1,92 m
- 1998:  Gemenebestspelen - 1,91 m
- 1998:  Wereldbeker - 1,96 m
- 1999:  Zuid-Afrikaanse kamp. - 1,91 m
- 1999:  Afrikaanse Spelen - 1,96 m
- 1999:  Grand Prix Finale - 1,96 m
- 2000:  Zuid-Afrikaanse kamp. - 1,90 m
- 2000:  OS - 2,01 m
- 2001:  Zuid-Afrikaanse kamp. - 1,90 m
- 2001:  Grand Prix Finale - 1,98 m
- 2001:  Goodwill Games - 2,00 m
- 2001:  WK - 2,00 m
- 2002:  Zuid-Afrikaanse kamp. - 1,90 m
- 2002:  Afrikaanse kamp. - 1,95 m
- 2002:  Gemenebestspelen - 1,98 m
- 2002:  Wereldbeker - 2,02 m
- 2003:  Zuid-Afrikaanse kamp. - 1,90 m
- 2003:  Wereldatletiekfinale - 2,01 m
- 2003:  WK - 2,06 m
- 2004:  Zuid-Afrikaanse kamp. - 1,95 m
- 2004:  Afrikaanse kamp. - 1,95 m
- 2004:  OS - 2,02 m
- 2004: 5e Wereldatletiekfinale - 1,95 m

Golden League-podiumplaatsen
- 1999:  Meeting Gaz de France – 2,00 m
- 1999:  Herculis – 2,04 m
- 1999:  Memorial Van Damme – 1,97 m
- 1999:  ISTAF – 1,95 m
- 2001:  Bislett Games – 1,93 m
- 2001:  Herculis – 1,97 m
- 2001:  Weltklasse Zürich – 2,01 m
- 2001:  Memorial Van Damme – 1,99 m
- 2002:  Meeting Gaz de France – 1,95 m
- 2002:  Memorial Van Damme – 1,97 m
- 2003:  Meeting Gaz de France – 1,99 m
- 2003:  Golden Gala – 2,00 m
- 2003:  ISTAF – 2,05 m
- 2003:  Weltklasse Zürich – 2,03 m
- 2003:  Memorial Van Damme – 2,03 m
- 2004:  Golden Gala – 2,03 m
- 2004:  Meeting Gaz de France – 1,99 m
- 2004:  Weltklasse Zürich – 2,04 m
- 2004:  Memorial Van Damme – 1,96 m
- 2004:  ISTAF – 1,97 m

## Onderscheidingen
- IAAF-atlete van het jaar - 2003

1983 Tamara Bykova ·
1987 Stefka Kostadinova ·
1991 Heike Henkel ·
1993 Ioamnet Quintero ·
1995 Stefka Kostadinova ·
1997 Hanne Haugland ·
1999 Inha Babakova ·
2001 Hestrie Cloete ·
2003 Hestrie Cloete ·
2005 Kajsa Bergqvist ·
2007 Blanka Vlašić ·
2009 Blanka Vlašić ·
2011 Anna Tsjitsjerova ·
2013 Brigetta Barrett ·
2015 Maria Koetsjina ·
2017 Maria Lasitskene ·
2019 Maria Lasitskene ·
2022 Eleanor Patterson ·
2023 Jaroslava Mahoetsjich